# 宝治合戦
宝治合戦（ほうじかっせん）は、鎌倉時代中期に起こった鎌倉幕府の内乱。執権北条氏と有力御家人三浦氏の対立から宝治元年（1247年）6月5日に鎌倉で武力衝突が起こり、北条氏と外戚安達氏らによって三浦一族とその与党が滅ぼされた。三浦氏の乱とも呼ばれる。この事件は、得宗専制政治が確立する契機として評価されている。また、この事件の推移、経過を詳細に記述する史料は『吾妻鏡』しか現存しない。

## 背景
仁治3年（1242年）、合議制によって幕府を主導し、有力御家人の間を調整してきた3代執権北条泰時が死去し、その嫡孫で19歳の北条経時が跡を継いだ。北条得宗家主導の政治に不満を募らせていた御家人達は、泰時時代には幼少だった将軍藤原頼経が成人すると、その元に集って北条執権体制への反対勢力を形成していた。
鎌倉幕閣は北条執権派と将軍派に分裂して対立を続け、寛元4年（1246年）、経時の病死と同時に宮騒動が勃発し、急遽5代執権となった弟の北条時頼により前将軍頼経が京都へ送還され、将軍派であった御家人達が処分された。この騒動の際、三浦氏は将軍派の背後にありながらも動かず、処分を受けなかったが、頼経の送還は大きな打撃であった。
三浦氏は鎌倉の地元相模国を本拠とする幕府創設以来の大族で、有力御家人が次々と排斥されていった中で生き残った北条氏に比肩しうる最大勢力であり、北条得宗家とは縁戚関係を結びながらも、常に緊張関係にあった。三浦義村死後家督を継いだ三浦泰村は北条氏への反抗の意志はなかったが、弟の三浦光村は反北条の強硬派であり、前将軍頼経の京都送還に同行し、頼経の前で「必ず今一度鎌倉へお迎えします」と涙ながらに語り、その様子は北条時頼に報告されていた。

## 経過
執権北条時頼は宮騒動によって寛元4年（1246年）7月に前将軍頼経を京都に送還した後、10月に頼経の父で将軍派の背後にいた九条道家の関東申次職を罷免し、代わって西園寺実氏を任命する。道家の後ろ盾を失った将軍復権派はもはや実力行使しか手は残されておらず、三浦光村は鎌倉に帰着すると反北条の勢力を集結すべく動いた。
一方、時頼は9月に三浦氏当主である泰村に対して六波羅探題にあった北条重時の鎌倉帰還を打診している。宿老重時の帰還によって、三浦氏の執権外戚の地位からの引退を穏便に運ぼうとしたものと考えられるが、泰村はこれを拒んでいる。幕府内の序列が投影される翌年正月の将軍家垸飯では、北条氏に次ぐ権門は変わらず三浦氏であり、時頼政権の外戚として本来得宗家に次ぐ席次が与えられるべき安達氏は憤懣を募らせていた。

### 前哨戦
宝治元年（1247年）になると、鎌倉に不穏な噂が流れ始める。1月29日には羽蟻の大群が鎌倉を埋め尽くし、30日には北条時盛の館の上空を得体の知れない「光る物体」が飛行している。3月になると怪異は更に頻発するようになり、11日「由比ヶ浜の潮が赤く血のように染まった」、12日「大流星が東北より西南に流れた」、16日深夜、鎌倉中が騒動となるが、誤報と判明して夜明けと共に軍勢は解散した。17日には鎌倉中に黄蝶が乱れ飛び、4月になると津軽の海辺に「人間の死体のような大魚が」漂着した。黄蝶については平将門の乱や前九年の役の直前にも飛び交う現象があり、大魚については奥州合戦や源頼家失脚の直前や、和田合戦の最中にもやはり漂着していることから、それぞれ「兵革」の予兆とされ、北条氏と三浦氏の対立が深まる中、心理戦となって流言飛語が乱れ飛んだ。ただし、これらの怪奇現象が実際の出来事だったのか、『吾妻鏡』執筆の折付け加えられた創作なのかについては判然としない。
鎌倉中が異常心理に陥る中、打倒三浦の強硬派である幕府宿老の安達景盛が25年ぶりに高野山を下りて鎌倉へ戻ってきた。4月11日、景盛は外孫でもある執権時頼の邸に参上し、長時間話し込んだ。時頼に三浦攻撃を説いたものと見られる。また景盛は三浦氏の風下に甘んじる我が子の安達義景や孫の泰盛を激しく叱責した。三浦氏勢力との和解・妥協を模索する時頼らを横目に、以降、景盛が主導となって、安達氏による三浦氏への挑発が続いた。
4月25日には日暈が表れ、これも合戦の予兆とされた。幕府はこれら数々の怪異は「後鳥羽上皇の怨霊が引き起こしたもの」として、鶴岡八幡宮の山嶺に怨霊を鎮める御霊社を建立する事で事態の収拾を図った。5月6日、時頼は三浦泰村の次男駒石丸を養子に迎えた。5月13日には将軍頼嗣の正室となっていた檜皮姫が病没したため、時頼は服喪のために三浦泰村邸を訪問・滞在し、三浦氏への敵意が無い事を示すことで合戦を回避すべく務めていた。一方の泰村も緊迫した状況の中、合戦の回避を望んでいたが、強硬派の弟光村によって和平の手ははねのけられた。もっとも、この時の時頼の行動についても脚色されている可能性があり、実際には三浦側に取り込まれかけていた可能性や軽率な行動によって三浦側の人質になってしまっただけの可能性もあるとする指摘もある。
5月21日、鶴岡八幡宮の社頭に「三浦泰村は将軍家の命に背いて勝手な事を繰り返しているので、近いうちに討伐されるだろう」という趣旨の高札が立てられた。これは事態の収束を良しとしない安達氏の行動と推測される。5月27日、服喪のために未だ泰村邸に逗留していた時頼は、館内で合戦の準備を始める音を聞いて自邸に戻った。翌日、調査の結果三浦光村が安房や上総の所領から武具を取りそろえているとの報告があった。6月1日、時頼は泰村邸に佐々木氏信を派遣した。泰村は羨望や讒訴によってあらぬ噂を流され迷惑していると答えた。だが佐々木氏信は帰還すると、三浦館内に武具が揃えられていたと報告した。鎌倉に軍勢が集結して厳戒態勢となる中、6月5日、時頼は腹心平盛綱を泰村邸に遣わし、和平の義を成立させた。長期間の緊張を強いられていた泰村はこの和議に喜悦し、この直後に湯漬けを食して吐き戻したとされる。

### 合戦
事態は一転和平の途を辿るかに見えたが、その事を知った安達景盛は、三浦氏と雌雄を決するべく泰盛を先陣として一族に出撃を命じた。平盛綱が和議をまとめ、三浦の館に赴くのを出し抜いて、武装した安達の軍勢が館から出撃し、若宮大路を突っ切って鶴岡八幡宮に突入し、境内を斜めに駆け抜けて泰村の館を強襲した。奇襲を受けた泰村は仰天し、館に立て籠もって迎撃の構えを取った。合戦が始まると御家人達が続々と両陣営に駆けつけ始めて鎌倉に密集し、趨勢は混乱を極めた。三浦方には妹婿の毛利季光、関政泰、春日部実景、宇都宮時綱ら縁戚と将軍派の御家人達が集まった。
橘公業の子の公員は、一番槍の勲功を挙げようと前日から三浦氏の屋敷の庭の藪の中に郎党二人と共に潜伏しており、合戦が始まるや否や飛び出して奇襲を仕掛けたが、衆寡敵せず反撃を受け、郎党一人を失い遁走した。
合戦に引きずり込まれる形になった時頼は、北条実時に将軍御所の守護を命じ、弟の北条時定を大将軍に任じて三浦泰村の討伐を命じた。三浦館には鎌倉にいた三浦一族、前将軍頼経を慕う御家人達が集まり、三浦半島からも一族が駆けつけた。三浦光村は80騎を率いて永福寺に籠もり、鎌倉と得宗家の本拠地山内荘を分断した。
三浦泰村館への攻撃は明け方に始められたが、昼になっても北条勢は攻めあぐねていた。風向きが変わったところで周辺の館に火がかけられ、燻り出された泰村達は館を出て右大将家（源頼朝）法華堂に向かった。光村は泰村に使者を使わして要害の地である永福寺での合流を勧めたが、泰村はすでに戦う意志はなく、兄弟一緒に亡き頼朝公の御影の前で死ぬべしとして光村に法華堂へ来るように命じた。やむなく光村は数町に及ぶ敵陣の中を強行突破して法華堂へ向かった。法華堂には三浦一族とその縁戚、将軍派であった御家人達500余名が集まっていた。その内260名は将軍御所に出仕する資格を持った番衆であったという。
法華堂の門外で郎従達が防戦している間、出家して西阿と称していた毛利季光が念仏を唱え、三浦光村が調声の任を務めた。源頼朝の御影の前で一同はしばし懐旧の談を交わした。光村は「九条頼経殿が将軍の時、その父九条道家殿が内々に北条を倒して兄泰村殿を執権にすると約束していたのに、泰村殿が猶予したために今の敗北となり、愛子と別れる事になったばかりか、当家が滅ぶに至り、後悔あまりある」と悔やんだ。光村は太刀を抜くと自分の顔を削って「この顔は我とわかるか？」と訪ね、「いまだに光村殿と見ゆ」と返事を聞くとさらに自分の顔を切り刻み、あまりの事に泰村は「汝の血で故頼朝公の御影を汚し奉る。不忠至極である」と諫めた。血気の光村に対し、最期まで穏便であった泰村は「当家数代の功を思えば、累代は赦されるだろう。我らは義明以来四代の家督なり。北条殿の外戚として長年補佐してきたものを、讒言によって誅滅の恥を与えられ、恨みと悲しみは深い。ただし、父義村は他の一族の多くを滅ぼし、罪業を負った。これはその報いであろう。もうすでに冥土に行く身で、もはや北条殿に恨みはない。」と涙で声を震わせたという。三浦一族と与党500余名はそれぞれに自刃して果てた。この顛末は、泰村達が法華堂に乱入した際、逃げ遅れて屋根裏に隠れていたある法師が、戦後捕らわれ尋問を受けた折に北条方に語ったものである。
上総国にあった泰村の妹婿千葉秀胤は7日に追討軍と戦って敗れ、一族と共に自害した。
25日には残された三浦一族の妻子が鎌倉を追放された。三浦家村は所在不明で、逃亡したものと見られる。泰村の弟である僧良賢が召しだされた他、朝廷に仕える女人の内、三浦一族と縁の深い者が罷免された。三浦一族の墓所は、頼朝法華堂東方の山腹にある。

## 結果

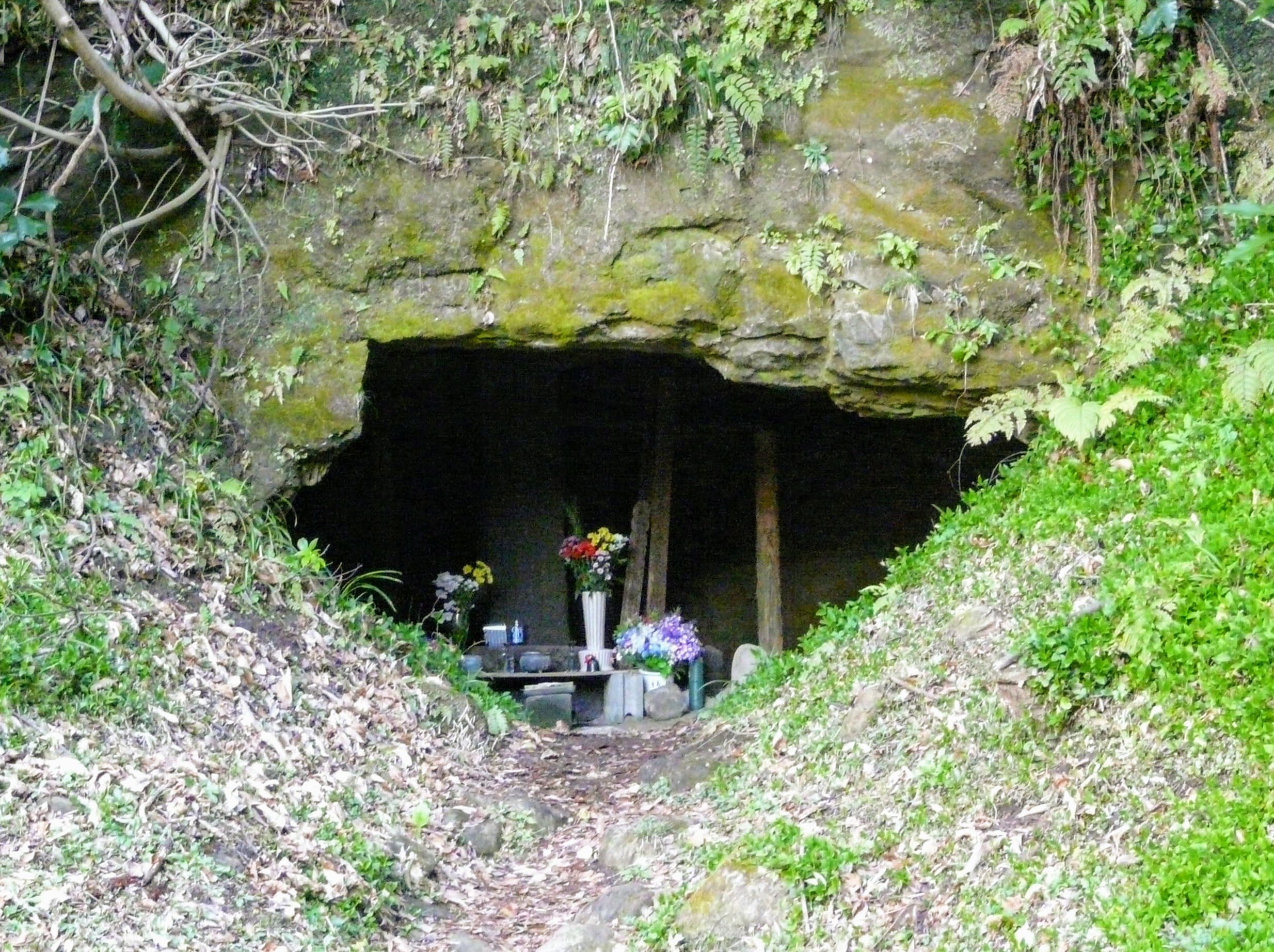
三浦泰村一族の墓と伝わるやぐら

泰村の妻（源通親の娘）は夫から合戦の直前に、時頼から泰村に送られた書状を重宝として託されていた。紛失しないよう身につけていたその書状を、鎌倉退去の前に返却している。光村から24日に陰謀の企図を示す自筆の書状が献上された。時頼の合戦回避の行動はそれ自体を策謀と見るむきもあるが、宝治合戦は双方の和平派と強硬派のせめぎ合いの末に、北条側の強硬派によって開戦となり、兄の経時の死によって急遽執権になった20歳の時頼は迷いながらも現実に対峙していった。精強で知られた三浦武士団は、光村が武力行動を主張したものの、総領泰村が和平路線を模索し続けたため、最後まで決起はないまま一族は滅亡した。
幕府創設以来の雄族三浦氏の滅亡により、将軍側近勢力は一掃され、諸族の合議制の上の執権政治は終わりを告げ、北条得宗家による専制執権体制が確立した。
佐原流三浦氏のうち北条泰時の前妻だった矢部禅尼の再婚後の子供達とその異母兄たちは時頼に味方して生き残り、禅尼の子の盛時がのちに三浦姓を名乗って三浦家を再興している（相模三浦氏）。鎌倉から脱出した三浦家村の子孫は三河に在住したとされ、家村の子孫にあたる三浦正次は大名に取り立てられた。毛利季光の一族はこの時に大半が果てているが、越後にいた四男毛利経光のみが生き残り、後に戦国大名となる安芸毛利氏へと続いている。三浦氏の郎党だった長尾景茂は自刃し、長尾一族も大半が果てたが四男の長尾景忠らごくわずかの一族が生き残り、系図には諸説あるが、景忠の子孫から総社長尾氏、白井長尾氏、上杉謙信の出身である越後長尾氏へと続いた。

## 評価
現存する『吾妻鏡』が記述する推移を考慮すると、三浦氏は、得宗北条時頼や安達氏に騙し討ちされたのではないかという見解がある。三浦氏殲滅を、安達氏による「讒訴」を原因とすると断言する指摘もある。特に、安達景盛は三浦氏の討伐に強い執念を抱いていたことが『吾妻鏡』の記述からもうかがえ、安達一族が三浦氏討伐への舵切りを後押しした可能性は根強い。また、乱後に時頼を擁して連署に就任して幕府で大きな力を振った北条重時が乱の黒幕であったとする説もある。自分の鎌倉帰還（幕府中枢への復帰）を三浦泰村が拒んでいたこと、『吾妻鏡』には記載されていないものの5月に檜皮姫の重病を理由に嫡男の長時を鎌倉に帰還させていること（『葉黄記』宝治元年6月6日条）などを挙げ、京都にいた重時は表向きは無関係を装いながらも、実際には長時を介して三浦氏排除のための工作を行っていたとする見解による（なお、長時は乱後に父に代わって六波羅探題に就任し、極楽寺流の父子が鎌倉と京都で主導的な地位に立つ）。
幕府を盤石にする為とは言え、三浦一族初め御家人達を騙し討ちに近い形で葬ったことについては、執権の北条時頼としては心の傷となったのではないか、という意見もある。